# Das Mädchen Nanami
Das Mädchen Nanami (jap. 初恋・地獄篇 Hatsukoi: Jigoku-hen, wörtlich: Erste Liebe: Höllenkapitel) ist ein japanischer Spielfilm aus dem Jahr 1968. Susumu Hani führte Regie und schrieb gemeinsam mit Shūji Terayama das Drehbuch zu dem Drama. Das Unternehmen Art Theatre Guild produzierte den Film. Im Mittelpunkt von Das Mädchen Nanami steht die Liebesbeziehung einer im Sexgeschäft tätigen Jugendlichen zu ihrem Freund, der eine traumatische Kindheit hatte. Akio Takahashi und Kuniko Ishii agierten in den Hauptrollen.

## Handlung
Das jugendliche Nacktmodel Nanami und sein Freund Shun gehen in ein „Love Hotel“, um zum ersten Mal gemeinsam Sex zu haben. Shun offenbart Nanami seine Liebe. Der Geschlechtsverkehr findet nicht statt, weil sich bei Shun keine Erektion einstellt. Nanami hat Verständnis dafür. Wegen Nanamis Empathie ihm gegenüber erinnert sich Shun an traumatische Ereignisse aus seiner Kindheit. Seine Mutter hat ihn verlassen und er wurde daraufhin von einem Ehepaar adoptiert.
Die beiden kehren in ihren Alltag zurück. Shun ist in einer psychotherapeutischen Behandlung, in der er sich daran erinnert, dass sein Pflegevater ihn als Kind missbraucht hat. Shun freundet sich mit dem Mädchen Naomi an, das etwa im selben Alter ist wie er, als er missbraucht wurde.
Nanami treibt gemeinsam mit anderen Frauen erotische Spiele mit Yakuza in einem Club. Shun beobachtet das und wird eifersüchtig. Die beiden wollen sich erneut in einem Hotel treffen und Shun rasiert sich für das Treffen die Haare ab. Außerdem trifft er auf Naomi und scheint seine traumatische Kindheit verarbeitet zu haben.
Die Yakuza begegnen Shun und fragen ihn, wie man an Nanami herankomme. Er läuft vor ihnen weg und wird dabei von einem Auto angefahren. Er stirbt. Nanami hat seinen Tod vom Fenster des Hotels aus mit angesehen.

## Veröffentlichungen
Der Film kam am 25. Mai 1968 in die japanischen Kinos. Im Juni desselben Jahres war er im Wettbewerb um den Goldenen Bären bei den Internationalen Filmfestspielen Berlin zu sehen, gewann aber keine der auf dem Festival vergebenen Auszeichnungen. Ende der 1960er und Anfang der 1970er Jahre folgten Kinostarts in einigen anderen Ländern, so etwa am 10. Juni 1969 in den Vereinigten Staaten und im September 1970 in Frankreich.

## Rezeption
Viele Filmkritiker sahen Das Mädchen Nanami als eines der besten Werke Hanis an, andere kritisieren, es sei zu kommerziell und exploitiv. Roger Greenspun schrieb in der New York Times 1969, er würde den Film mögen. Die erotischen Szenen im Club seien eine der komplexesten und schönsten Erotikfilmszenen, die er gesehen habe.
Jasper Sharp meinte im Midnight Eye, der Film sei „eine anschauliche Beschreibung der ersten Schritte  eines jungen Mannes in den düsteren und geheimnisvollen Bereich der Sexualität.“ Er sei „grob“, „unwiderstehlich“ und „surreal“. Der Film sei „sowohl eine einfühlsame psychologische Studie als auch ein alptraumhaftes Portrait eingeschränkter Sexualität.“